# Bacherhof
Bacherhof ist ein Ortsteil der Gemeinde Ruppichteroth. 

## Geographie
Der Weiler liegt auf den Hängen des Bergischen Landes. Nachbarorte sind Junkersaurenbach im Norden, Ruppichteroth im Süden und Mittelsaurenbach im Osten. Bacherhof ist über die Landesstraße 312 erreichbar.

## Geschichte
1644 wurde in der Bachen der freie adelige Hof im Besitz des W. Scheiffart von Merode erwähnt. Der Name geht auf die Lage am Saurenbach zurück. 1715 war der Hof mit dem Namen Freihof verzeichnet. Der Hof musste im Bedarfsfall zwei Pferde stellen und hatte ein Fuder Hafer zu liefern.
1809 hatte der Ort sieben katholische Einwohner.
1901 waren für das Gut Bacherhof die Pächter Anton und Josef Sasse eingetragen, es lebten hier sechs Personen.
1910 war für Bacherhof nur der Haushalt des Gutsbesitzers Hermann Goebbels verzeichnet.